# 耶格斯肖普 (密蘇里州)
耶格斯肖普（英語：Jaegers Shop），又名錫達福克（Cedarfork或Cedar Fork）、耶格（Jaeger），是位於美國密蘇里州富蘭克林縣的非建制地區。

## 歷史
耶格斯肖普的郵局於1858年設立，其後於1907年停運。

## 地理
耶格斯肖普所處的海拔為高於海平面249米（即817英呎），而該地所採用的時區為UTC-6，即北美中部時區（CST）。同時該地設有夏令時間，為UTC-6調快一小時，即UTC-5（CDT）。